# Begonia calvescens
Begonia calvescens là một loài thực vật có hoa trong họ Thu hải đường. Loài này được (Brade ex L.B.Sm. & R.C.Sm.) E.L.Jacques & Mamede mô tả khoa học đầu tiên năm 2004.